# 南荒蓬科
南荒蓬科，又稱濱藜葉科，只有1属1种，是单种科，只生长在阿根廷南部的巴塔哥尼亚，是当地的特有种。
本科植物是一年生草本，单叶互生，肉质，无托叶；花两性，雌雄同株，雄花球状，末端有刺，花瓣4，雌花生于花茎顶端，无花瓣；果实为类似浆果的聚合果。
1981年的克朗奎斯特分类法将其列在小二仙草科中，属于蔷薇亚纲的小二仙草目，1998年根据基因亲缘关系分类的APG 分类法将其放到藜科中，2003年经过修订的APG II 分类法认为应该单独分出一个科，放到石竹目中。